# 武埃堡
武埃堡（法語：Château-Voué，法語發音：[ʃato vwe]）是法国摩泽尔省的一个市镇，属于萨尔堡-萨兰堡区。

## 地理
武埃堡（48°51'3"N, 6°37'25"E）面积7.47 平方千米，位于法国大東部大區摩泽尔省，该省份为法国东北部内陆省份，是洛林的一部分，西南接默尔特-摩泽尔省，东临下莱茵省，北与卢森堡和德国接壤。
与武埃堡接壤的市镇（或旧市镇、城区）包括：比利永库尔、孔蒂勒、阿布当日、昂蓬、塞耶河畔阿罗库尔、奥布雷克、圣梅达尔、索特泽兰、维斯。

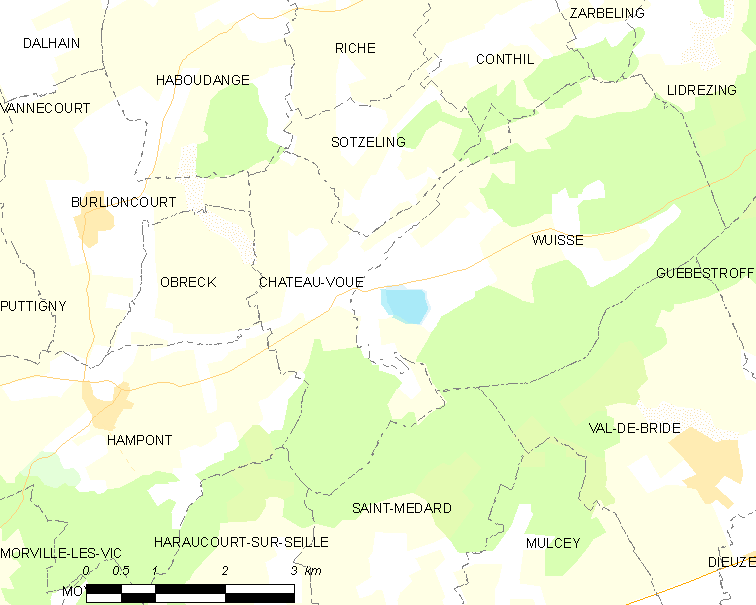
武埃堡的OSM定位图

武埃堡的时区为UTC+01:00、UTC+02:00（夏令时）。

## 行政
武埃堡的邮政编码为57170，INSEE市镇编码为57133。

## 政治
武埃堡所属的省级选区为索努瓦县。

## 人口

1962-2008年间武埃堡人口变化图示

武埃堡于2022年1月1日时的人口数量为106人。